# Ма Синжуй
Ма Синжуй (кит. упр. 马兴瑞; род. в октябре 1959 года) — китайский инженер аэрокосмической промышленности и политик, секретарь (глава) парткома КПК Синьцзян-Уйгурского автономного района с 21 октября 2021 года.
Ранее губернатор провинции Гуандун (2016—2021), глава политико-юридической комиссии этой провинции, секретарь парткома КПК города Шэньчжэнь, проректор Харбинского политехнического университета, генеральный директор Китайской аэрокосмической научно-технической корпорации, директор Китайской национального космического управления (март—ноябрь 2013), и руководитель проекта Чанъэ-3 — первой в Китае миссии по исследованию Луны.
Член ЦК КПК 18-20 созывов. Член Политбюро ЦК КПК 20-го созыва.

## Образование и академическая карьера
Родился в октябре 1959 года в Шуанъяшань (провинция Хэйлунцзян) в семье шахтёров. Семья Ма приехала на северо-восток Китая в 1930-е годах из округа Юньчэн (провинция Шаньдун).
В 1982 году получил диплом бакалавра в Фусиньском горнопромышленном институте (ныне Ляонинский политехнический университет), затем поступил в магистратуру Тяньцзиньского университета по специальности «механика». Окончил аспирантуру Харбинского политехнического университета (ХПУ), доктор философии (PhD) по физике. В январе 1988 года вступил в Коммунистическую партию Китая. После аспирантуры остался работать в ХПУ, в 1991 году получил звание профессора. В апреле 1992 года — декан факультета механики университета. В апреле 1996 года назначен проректором Харбинского политехнического университета.

## Аэрокосмическая промышленность
В мае 1996 года назначен заместителем главы Китайской академии космических технологий (CAST), возглавив спутниковый проект «Сицзянь-5». В 1999 году вступил в должность заместителя генерального директора Китайской аэрокосмической научно-технической корпорации (CASC). В декабре 2003 года в дополнение к основной работе назначен главой государственной компании Sino Satellite Communications, специализировавшейся в организации спутниковой связи. В сентябре 2007 года утверждён на посту генерального директора CASC.
В 2013 году вступил в должность директора Китайского национального космического управления, директор Управления по атомной энергии Китая, директор SASTIND и заместитель министра промышленности и информационных технологий. Возглавлял проект «Чанъэ-3» — серии первых в Китае исследований на поверхности Луны.

## Политическая карьера
В 2012 году избран членом Центрального комитета Коммунистической партии Китая 18-го созыва. В ноябре 2013 года переведён в провинцию Гуандун заместителем секретаря парткома КПК и главой политико-юридической комиссии провинции Гуандун по совместительству. В марте 2015 года назначен секретарём горкома КПК Шэньчжэня.
В декабре 2016 года назначен исполняющим обязанности губернатора провинции Гуандун. 23 января 2017 года решением очередной сессии Собрания народных представителей провинции утверждён в должности губернатора Гуандуна. С 25 декабря 2021 года — глава парткома КПК Синьцзян-Уйгурского автономного района.